# Sergevanita
La sergevanita és un mineral de la classe dels silicats que pertany al grup de l'eudialita. Rep el nom del riu Sergevan, que es troba a prop de la localitat tipus.

## Característiques
La sergevanita és un ciclosilicat de fórmula química Na₁₅(Ca₃Mn₃)(Na₂Fe)Zr₃Si₂₆O₇₂(OH)₃·H₂O. Va ser aprovada com a espècie vàlida per l'Associació Mineralògica Internacional l'any 2019, sent publicada per primera vegada un any després. Cristal·litza en el sistema trigonal. La seva duresa a l'escala de Mohs és 5.
L'exemplar que va servir per a determinar l'espècie, el que es coneix com a material tipus, es troba conservat a les col·leccions del Museu Mineralògic Fersmann, de l'Acadèmia de Ciències de Rússia, a Moscou (Rússia), amb el número de registre: 5423/1.

## Formació i jaciments
Va ser descoberta a les escombreres de la mina Karnasurt, situada al mont homònim del districte de Lovozero (óblast de Múrmansk, Rússia), on es troba en forma de grans anèdrics de fins a 1,5 mm de diàmetre, així com a les zones exteriors d'alguns grans de l'associada eudialita. Aquest indret és l'únic a tot el planeta on ha estat descrita aquesta espècie mineral.